# Romuald Warakomski
Romuald Warakomski vel Roman Wojnicz, ps. „Józef”, „Hilary”, imię zakonne: Marian od Najświętszego Serca Pana Jezusa (ur. 1 września 1908 w Wilnie, zm. 20 czerwca 1986 w Czernej) – karmelita bosy, plastyk, żołnierz Armii Krajowej, kierownik działu technicznego Komórki Legalizacyjnej Sztabu Okręgu Wileńskiego AK.

## Życiorys
Ukończył szkołę średnią w swoim rodzinnym mieście. W latach 1933–1939 studiował malarstwo na Wydziale Sztuk Pięknych Uniwersytetu Stefana Batorego w Wilnie. W grudniu 1939 r. razem z bratem, Michałem Warakomskim, również plastykiem, wstąpił do Służby Zwycięstwu Polski, zajmując się produkcją fałszywszych dokumentów dla polskiej konspiracji. W ramach Komórki Legalizacyjnej, podległej Komendzie Okręgu AK Wilno, kierował „Kuźnią”, czyli częścią techniczną, która wytwarzała pieczątki i drukowała dokumenty. Uratował w ten sposób dziesiątki tysięcy Polaków i Żydów od śmierci lub zsyłki do sowieckich łagrów i niemieckich obozów koncentracyjnych. Jednym z uratowanych był ks. Michał Sopoćko. Za czasów okupacji niemieckiej zajmował się też produkcją materiałów do akcji „N” (propaganda w języku niemieckim, skierowana do ludności cywilnej III Rzeszy i żołnierzy Wehrmachtu). Całościowy efekt działalności Komórki Legalizacyjnej to ponad 85 tysięcy dokumentów, tysiące druków propagandowych i publikacji organizacyjnych. Gdy w kwietniu 1945 r. cześć komórki została przeniesiona do Warszawy, Romuald Warakomski przejął kierownictwo tej części, która pozostała w Wilnie. 10 sierpnia tegoż roku NKWD rozbiło jej struktury. Jednak Warakomski uniknął aresztowania i przedostał się do Polski centralnej. Tutaj ponownie związał się ze strukturami konspiracyjnymi, produkując na fałszywe dokumenty dla żołnierzy podziemia antykomunistycznego, m.in. dla Zygmunta Szyndzielarza „Łupaszki” i jego żołnierzy.
W 1947 r., po otrzymaniu zwolnienie od dowództwa struktur konspiracyjnych, inspirując się postacią św. Rafała Kalinowskiego, karmelity i powstańca styczniowego, wstąpił pod przybranym nazwiskiem Roman Wojnicz do nowicjatu ojców karmelitów bosych w klasztorze w Czernej. Otrzymał tu imię o. Marian od Najświętszego Serca Pana Jezusa. W 1953 r., po ukończeniu studiów teologicznych, przyjął święcenia kapłańskie. W latach 1954–1957 był mistrzem nowicjatu, a w latach 1957–1960 przeorem klasztoru w Krakowie. Zdekonspirowany przez Służbę Bezpieczeństwa, odmówił współpracy z nią. Jednak pod wpływem jej szykan i stałej inwigilacji poprosił w 1961 r. o zwolnienie z posługi kapłańskiej. Do posługi tej powrócił w 1965 r. Ze względu na zły stan zdrowia otrzymał od Stolicy Apostolskiej w 1980 r. przeniesienie do stanu świeckiego, pozostając jednak w klasztorze w Czernej. Tutaj pochowany na cmentarzu zakonnym.
Za życia na prośbę żołnierzy konspiracji wileńskiej spisał swoje wspomnienia zatytułowane Komórka Legalizacyjna Sztabu Okręgu Wileńskiego Armii Krajowej w latach 1939−1947.

## Odznaczenia[5]
- Krzyż Walecznych od rządu polskiego na uchodźstwie (1949)
- Krzyż Zasługi z Mieczami
- Krzyż Armii Krajowej (1973)
- Krzyż Oficerski Orderu Odrodzenia Polski (2021) – pośmiertnie od Prezydenta RP, na wniosek Stowarzyszenia „Communio Crucis” im. św. Edyty Stein[6].